# Władysław Bełza
Władysław Bełza pseud. Władysław Piast (ur. 17 października 1847 w Warszawie, zm. 29 stycznia 1913 we Lwowie) – polski poeta neoromantyczny, piszący w duchu patriotycznym, nazywany piewcą polskości. Publicysta, animator życia kulturalnego, oświatowego i prasowego, współzałożyciel polskiej organizacji oświatowej Macierz Polska.

## Rodzina
Był synem Józefa Bełzy (ur. 1805 w Masłowicach k. Wielunia, zm. 1888, z wykształcenia chemika) oraz Augusty Bogumiły Teofili Ostrowskiej (ur. 1829 w Dąbrowie k. Wielunia), bratem Stanisława Bełzy (ur. 1849, zm. 1929, adwokata, pisarza, podróżnika i działacza kulturalnego na Śląsku).
Ożeniony z Marią Ostrowską. Nie mając własnych dzieci, adoptował Kazimierza Mariana, bratanka żony i syna rzeźbiarza Kazimierza Ostrowskiego. Przybrany syn używał nazwiska Ostrowski-Bełza. W 1940 został on deportowany przez NKWD do Azji i rok później zastrzelony przez sowieckiego konwojenta.

## Życiorys
Władysław Bełza uczył się w gimnazjum rządowym w Warszawie. W 1865 rozpoczął naukę w szkole oficerskiej w Kazaniu, a w latach 1866–1868 studiował w Szkole Głównej w Warszawie. Pisywał wówczas dla tygodników warszawskich – „Przyjaciela Dzieci” i „Przeglądu Tygodniowego”. Debiutował w 1863 wierszem „Deszczyk wiosenny”, opublikowanym na łamach „Przyjaciela Dzieci”. W 1867 opublikował debiutancki zbiorek poetycki pt. „Podarek dla grzecznych dzieci”. Od 1868 w Krakowie był lektorem ociemniałego już poety Wincentego Pola. Dzięki jego pomocy wydał w 1869 swoją drugą książeczkę dla dzieci – „Abecadlnik w wierszykach dla polskich dzieci”, a później kolejną, zatytułowaną „Upominek dla młodzi polskiej na pamiątkę trzechsetnej rocznicy Unii Lubelskiej”, przypominającą niektóre karty z dziejów Polski. Na pewien czas wyjechał do Lwowa, następnie do Wenecji, Padwy, Zurychu i Paryża, gdzie w kręgu emigracji polskiej zbliżył się do „pieśniarza Ukrainy” Józefa Bohdana Zaleskiego. Za jego radą przeniósł się do Poznania, gdzie został współzałożycielem „Tygodnika Wielkopolskiego” oraz pisma dla dzieci „Promyk”, a także był inicjatorem utworzenia tam stałego teatru polskiego. Występował przeciwko germanizacji ludności polskiej w Wielkopolsce i na Śląsku. Pod koniec 1871 otrzymał nakaz niezwłocznego opuszczenia granic państwa pruskiego, jako tzw. lästiger Ausländer (niepożądany cudzoziemiec) – zbyt aktywny polski działacz narodowy. Udał się najpierw do Pragi, skąd w lutym 1872 wyjechał do Lwowa, z którym związał resztę swojego życia.
We Lwowie pisał artykuły do „Dziennika Polskiego” i „Gazety Narodowej”, na Uniwersytecie Lwowskim słuchał przygodnie wykładów strażnika polszczyzny Antoniego Małeckiego i Romana Pilata. Redagował i wydawał pisma dla dzieci: „Promyk. Tygodnik dla Dzieci” i „Towarzysz Pilnych Dzieci”.
Związany był z uzdrowiskiem w Iwoniczu-Zdroju, gdzie organizował w latach 1874–1890 życie kulturalne i towarzyskie. Tu również propagował i informował o pracach Towarzystwa wygłaszając odczyty. Dla regionu krośnieńskiego zasłużył się napisaniem pierwszego przewodnika krajoznawczo-turystycznego pt. „Iwonicz i jego okolice” wydanego w 1885 r. nakładem Zarządu Zdrojowego.
W 1882 został zatrudniony w lwowskim Zakładzie Narodowym im. Ossolińskich najpierw w charakterze skryptora, który nadzorował czytelnię dla młodzieży, zaś od 1891 – sekretarza administracyjnego Instytutu i naczelnika wydawnictwa książek polskich i podręczników szkolnych.
Był współzałożycielem Towarzystwa Literackiego imienia Adama Mickiewicza, oraz Wydawnictwa Macierzy Polskiej (1883), która do 1914 wydrukowała 1,5 mln książek, w tym m.in. 180-tys. nakład Pana Tadeusza. Władysław Bełza był także encyklopedystą oraz edytorem Encyklopedii zbiór wiadomości z wszystkich gałęzi wiedzy –– polskiej encyklopedii wydanej w latach 1898-1907 przez Macierz. Opisał w niej współczesną literaturę polską  .
Współpracował i przyjaźnił się z wieloma działaczami społecznymi, wydawcami oraz artystami polskimi m.in. z Michałem Andriollim.

## Twórczość
„W czyjem sercu miłość tleje,

I nie toczy go zgnilizna,

W tego duszy wciąż jaśnieje:

Bóg, rodzina i ojczyzna!”

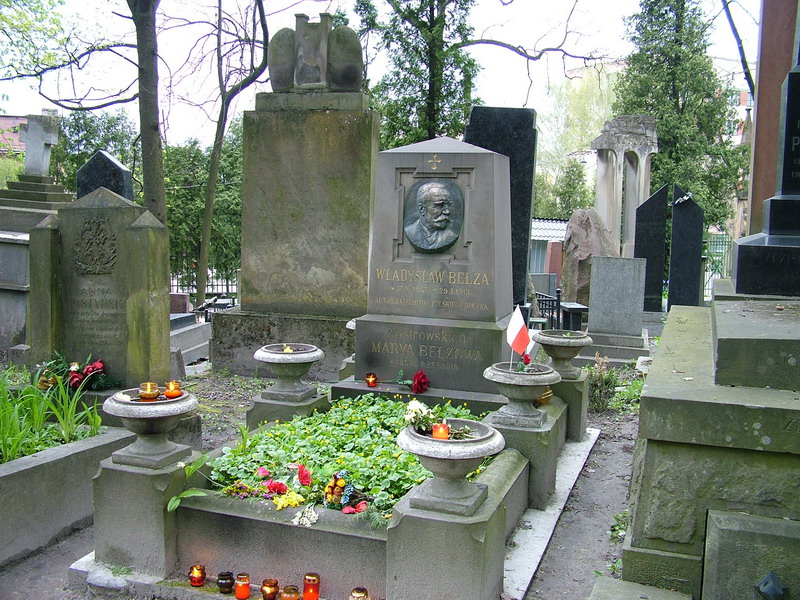
Grób Władysława Bełzy na Cmentarzu Łyczakowskim we Lwowie

Władysław Bełza – wiersz „Co kochać?”

Uprawiał popularną po powstaniu styczniowym lirykę społeczno-patriotyczną, ogłaszając kilka jej zbiorów.
Wydał zbiory wierszy „Z wiosny”, „Pieśni liryczne”, „Z doli i niedoli”, napisał jednoaktówkę „Emancypantka”, dramat „Kacper Karliński” oraz poemat „Zamek grójecki”. Publikował prace historyczno-literackie o Adamie Mickiewiczu i jego epoce. Pisał także pod pseudonimami: Władysław Piast, Władysław Ostrowski.
Wiele jego wierszy, pisanych w tonie patriotyczno-wychowawczym, było adresowanych do polskiej młodzieży i dzieci, np.: „Cnoty kardynalne”, „Co kochać?”, „Czem będę?”, „Legenda o garści ziemi polskiej”, „Marsz skautów”, „Modlitwa za Ojczyznę”, „O celu Polaka”, „Polska mowa”, „Ziemia rodzinna”.
Jest autorem słynnego wiersza (napisanego w 1900 r.) pt. „Wyznanie wiary dziecięcia polskiego” („Katechizm polskiego dziecka”), zaczynającego się słowami:  – Kto Ty jesteś? / – Polak mały. / – Jaki znak twój? / – Orzeł biały. Wiersz ten autor dedykował swemu chrześniakowi, Ludwikowi Wolskiemu.
Przez wiele lat był jedną z głównych osobistości lwowskiego Ossolineum – energiczny, pogodny, tryskający dowcipem, a jednocześnie nadzwyczaj skromny.
Władysław Bełza w ostatnich latach życia mieszkał niedaleko siedziby Ossolineum przy ulicy Zimorowicza (obecnie ul. Dudajewa 16), gdzie zmarł. Pochowany został w Alei Zasłużonych na miejscowym Cmentarzu Łyczakowskim.

## Upamiętnienie

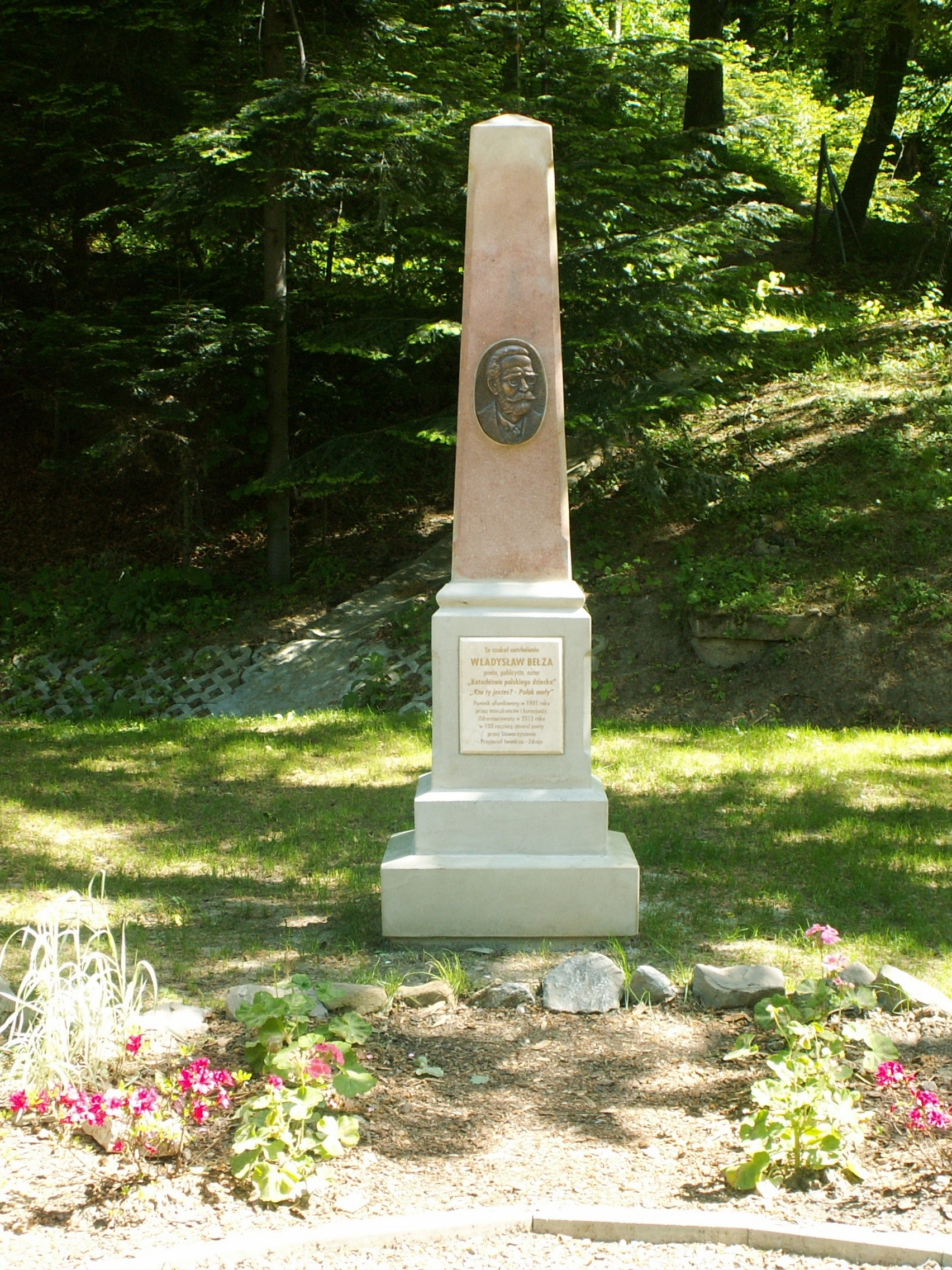
Pomnik Władysława Bełzy w Iwoniczu-Zdroju

- Na początku listopada 1933 na kamienicy, w której mieszkał Władysław Bełza przy ulicy Zimorowicza 16 we Lwowie, została ustanowiona tablica upamiętniająca[14].
- W Iwoniczu Zdroju, w dolinie Na Kawalcach znajduje się jego pomnik ufundowany przez wdzięcznych kuracjuszy i mieszkańców.
- Od 2014 roku jest patronem skweru na wrocławskich Karłowicach[15].
- Jego imieniem nazwano ulicę na bydgoskich Wyżynach.
- Od 2013 roku jest patronem Szkoły Podstawowej im. Władysława Bełzy w Bieniądzicach, w gminie Wieluń (woj. łódzkie)[16]. To okolice, z których pochodzili rodzice poety – ojciec z Masłowic, matka z Dąbrowy.

## Dzieła
- Katechizm polskiego dziecka – zbiór wierszy zawierający wiersz o tym samym tytule
- Dawni królowie tej ziemi[17]
- Zaklęte dzwony. Legenda z dziejów polskich[18]
- Wincenty Pol. Wspomnienie w 40-stą rocznicę zgonu poety[19]
- Ołowiany żołnierz i inne powiastki dla młodego wieku[20]
- Abecadlnik w wierszykach dla dzieci polskich[21]
- Abecadło o chlebie[22]
- Baśń o królewnie na drewnianych nóżkach[23]
- Kłamstwo brudzi[24]
- Iwonicz i jego okolice. Z sześciu widokami (1885)